# Cua-roig de McCall
El cua-roig de McCall (Erythrocercus mccallii) és una espècie d'ocellpertanyent al gènere Erythrocercus. No hi ha consens taxonòmic sobre la família a la que pertany, variant entre els eritrocèrcids (Erythrocercidae) o bé els escotocèrtids (Scotocercidae).
Habita les zones forestals d'Àfrica central i Occidental, al sud de Mali, Sierra Leone, Libèria, Costa d'Ivori, Ghana, Nigèria, sud de Camerun, sud-oest de la República Centreafricana, Guinea Equatorial, el Gabon, República del Congo, República Democràtica del Congo i oest d'Uganda. El seu estat de conservació es considera de risc mínim.